# Gerson Rodrigues (Luxemburgs voetballer)
Gerson Leal Rodrigues Gouveia (Pragal, 20 juni 1995) is een Portugees-Luxemburgs voetballer die doorgaans als linksbuiten speelt. Hij verruilde Júbilo Iwata medio 2019 voor Dinamo Kiev. Rodrigues debuteerde in 2017 in het Luxemburgs voetbalelftal.

## Carrière
Gerson Rodrigues speelde in Luxemburg voor Swift Hesperange, Union 05 Kayl-Tétange, Racing FC Union Luxemburg en Fola Esch. Met Fola Esch speelde hij in de voorronde van de Europa League tegen Aberdeen FC. In de zomer van 2017 vertrok hij naar Telstar, waar hij een contract voor één jaar tekende. In januari 2018 stapte hij over naar FC Sheriff Tiraspol in Moldavië. Vanaf januari 2019 speelt hij in Japan voor Júbilo Iwata. Medio 2019 ondertekende hij een vijfjarig contract bij Dinamo Kiev. Begin 2020 werd hij verhuurd aan Ankaragücü.

#### Interlandcarrière
Rodrigues is international voor het Luxemburgs voetbalelftal, waar hij in 2017 debuteerde in een WK-kwalificatiewedstrijd tegen Frankrijk. In 2021 zorgde hij voor een stunt door in de WK-kwalificatie de winnende goal te maken in een uitwedstrijd tegen Ierland.

## Clubstatistieken
| Seizoen                        | Club                          | Competitie                              | Competitie | Competitie | Beker | Beker | Europees | Europees | Totaal | Totaal |
| Seizoen                        | Club                          | Competitie                              | Wed.       | Dlp.       | Wed.  | Dlp.  | Wed.     | Dlp.     | Wed.   | Dlp.   |
| ------------------------------ | ----------------------------- | --------------------------------------- | ---------- | ---------- | ----- | ----- | -------- | -------- | ------ | ------ |
| 2012/13                        | Swift Hesperange              | Éirepromotioun                          | 2          | 1          | 0     | 0     | –        | –        | 2      | 1      |
| 2013/14                        | Swift Hesperange              | Nationaldivisioun                       | 10         | 0          | 1     | 0     | –        | –        | 11     | 0      |
| 2014/15                        | Union 05 Kayl-Tétange         | Éirepromotioun                          | 22         | 4          | 0     | 0     | –        | –        | 22     | 4      |
| 2015/16                        | → Racing FC Union Luxemburg   | Nationaldivisioun                       | 23         | 3          | 3     | 0     | –        | –        | 26     | 3      |
| 2016/17                        | Fola Esch                     | Nationaldivisioun                       | 21         | 9          | 5     | 4     | 2        | 0        | 28     | 13     |
| 2017/18                        | Telstar                       | Eerste divisie                          | 12         | 3          | 1     | 0     | –        | –        | 13     | 3      |
| 2018                           | FC Sheriff Tiraspol           | Divizia Națională                       | 22         | 8          | 2     | 0     | 7        | 0        | 31     | 8      |
| 2019                           | Júbilo Iwata                  | J1 League                               | 4          | 1          | 0     | 0     | –        | –        | 4      | 1      |
| 2019/20                        | FC Dynamo Kiev                | Premjer Liha                            | 8          | 2          | 0     | 0     | 4        | 0        | 12     | 2      |
| 2019/20                        | → Ankaragücü                  | Süper Lig                               | 11         | 6          | 0     | 0     | 0        | 0        | 11     | 6      |
| 2020                           | FC Dynamo Kiev                | Premjer Liha                            | 22         | 4          | 4     | 1     | 12       | 2        | 38     | 7      |
| 2021                           | → Troyes AC                   | Ligue 1                                 | 12         | 1          | 0     | 0     | 0        | 0        | 12     | 1      |
| 2021                           | FC Dynamo Kiev                | Premjer Liha                            | 3          | 0          | 0     | 0     | 0        | 0        | 3      | 0      |
| 2022                           | → Eyüpspor                    | Süper Lig                               | 5          | 3          | 0     | 0     | 0        | 0        | 5      | 3      |
| 2022/23                        | → Al-Wahda Club (Mekka)       | Saudi Pro League                        | 15         | 2          | 1     | 0     | 0        | 0        | 16     | 2      |
| 2023/24                        | → Sivasspor                   | Süper Lig                               | 13         | 2          | 0     | 0     | 0        | 0        | 13     | 2      |
| 2023/24                        | → Slovan Bratislava           | Niké Liga                               | 4          | 4          | 2     | 0     | 2        | 1        | 8      | 5      |
| 2023/24                        | → Guangxi Pingguo Haliao F.C. | Chinese Football Association Jia League | 6          | 1          | 0     | 0     | 0        | 0        | 6      | 1      |
| Carrièretotaal                 | Carrièretotaal                | Carrièretotaal                          | 215        | 54         | 16    | 5     | 27       | 3        | 258    | 62     |
| Bijgewerkt op 21 november 2024 |                               |                                         |            |            |       |       |          |          |        |        |

### Interlands
| Interlands van Gerson Rodrigues voor Luxemburg | Interlands van Gerson Rodrigues voor Luxemburg | Interlands van Gerson Rodrigues voor Luxemburg | Interlands van Gerson Rodrigues voor Luxemburg | Interlands van Gerson Rodrigues voor Luxemburg | Interlands van Gerson Rodrigues voor Luxemburg |
| №                                              | Datum                                          | Wedstrijd                                      | Uitslag                                        | Soort wedstrijd                                | Doelpunten                                     |
| Als speler bij Fola Esch                       | Als speler bij Fola Esch                       | Als speler bij Fola Esch                       | Als speler bij Fola Esch                       | Als speler bij Fola Esch                       | Als speler bij Fola Esch                       |
| ---------------------------------------------- | ---------------------------------------------- | ---------------------------------------------- | ---------------------------------------------- | ---------------------------------------------- | ---------------------------------------------- |
| 1.                                             | 25 maart 2017                                  | Luxemburg - Frankrijk                          | 1 – 3                                          | WK Kwalificatie 2018                           | 0                                              |
| 2.                                             | 28 maart 2017                                  | Luxemburg - Kaapverdië                         | 0 – 2                                          | Vriendschappelijk                              | 0                                              |
| 3.                                             | 4 juni 2017                                    | Luxemburg - Albanië                            | 2 – 1                                          | Vriendschappelijk                              | 0                                              |
| 4.                                             | 9 juni 2017                                    | Nederland - Luxemburg                          | 5 – 0                                          | WK Kwalificatie 2018                           | 0                                              |
| Als speler bij Telstar                         |                                                |                                                |                                                |                                                |                                                |
| 5.                                             | 31 augustus 2017                               | Luxemburg - Wit-Rusland                        | 1 – 0                                          | WK Kwalificatie 2018                           | 0                                              |
| 6.                                             | 3 september 2017                               | Frankrijk - Luxemburg                          | 0 – 0                                          | WK Kwalificatie 2018                           | 0                                              |
| 7.                                             | 7 oktober 2017                                 | Zweden - Luxemburg                             | 8 – 0                                          | WK Kwalificatie 2018                           | 0                                              |
| 8.                                             | 10 oktober 2017                                | Luxemburg - Bulgarije                          | 1 – 1                                          | WK Kwalificatie 2018                           | 0                                              |
| 9.                                             | 9 november 2017                                | Luxemburg - Hongarije                          | 2 – 1                                          | Vriendschappelijk                              | 0                                              |
| Als speler bij FC Sheriff Tiraspol             |                                                |                                                |                                                |                                                |                                                |
| 10.                                            | 22 maart 2018                                  | Malta - Luxemburg                              | 0 – 1                                          | Vriendschappelijk                              | 0                                              |
| 11.                                            | 27 maart 2018                                  | Luxemburg - Oostenrijk                         | 0 – 4                                          | Vriendschappelijk                              | 0                                              |
| 12.                                            | 31 mei 2018                                    | Luxemburg - Senegal                            | 0 – 0                                          | Vriendschappelijk                              | 0                                              |
| 13.                                            | 8 september 2018                               | Luxemburg - Moldavië                           | 4 – 0                                          | UEFA Nations League 2018/19                    | 0                                              |
| 14.                                            | 12 oktober 2018                                | Wit-Rusland - Luxemburg                        | 1 – 0                                          | UEFA Nations League 2018/19                    | 0                                              |

## Erelijst
Sheriff Tiraspol
Divizia Nationala: 2018
Dynamo Kiev
Premjer Liha: 2020/21
Oekraïense voetbalbeker: 2020/21
Oekraïense supercup: 2019, 2020